# Диано Кастело
Диа̀но Кастѐло (на италиански: Diano Castello; на лигурски: Dian Castello, Диан Кастело) е село и община в Северна Италия, провинция Империя, регион Лигурия. Разположено е на 135 m надморска височина. Населението на общината е 2238 души (към 2011 г.).